# Welwyn Garden City FC
Welwyn Garden City FC (celým názvem: Welwyn Garden City Football Club) je anglický fotbalový klub, který sídlí ve městě Welwyn Garden City v nemetropolitním hrabství Hertfordshire. Založen byl v roce 1921. Od sezóny 2018/19 hraje v Southern Football League Division One Central (8. nejvyšší soutěž). Klubové barvy jsou rudá a modrá.
Své domácí zápasy odehrává na stadionu Herns Way.

## Úspěchy v domácích pohárech
Zdroj: 
- FA Cup
  - 3. předkolo: 1998/99, 2005/06
- FA Vase
  - 4. kolo: 2005/06

## Umístění v jednotlivých sezonách
Stručný přehled
Zdroj: 
- 1951–1955: London League (Premier Division)
- 1959–1960: Herts County League (Premier Division)
- 1960–1966: Herts County League (Division One)
- 1966–1970: Herts County League (Division Two)
- 1973–1977: South Midlands League (Premier Division)
- 1977–1982: South Midlands League (Division One)
- 1982–1997: South Midlands League (Premier Division)
- 1997–1998: Spartan South Midlands League (Premier Division North)
- 1998–2001: Spartan South Midlands League (Premier Division)
- 2001–2004: Spartan South Midlands League (Division One)
- 2004–2010: Spartan South Midlands League (Premier Division)
- 2010–2015: Spartan South Midlands League (Division One)
- 2015–2018: Spartan South Midlands League (Premier Division)
- 2018– : Southern Football League (Division One Central)

Jednotlivé ročníky
Zdroj: 
Legenda: Z - zápasy, V - výhry, R - remízy, P - porážky, VG - vstřelené góly, OG - obdržené góly, +/- - rozdíl skóre, B - body, červené podbarvení - sestup, zelené podbarvení - postup, fialové podbarvení - reorganizace, změna skupiny či soutěže
| Sezóny  | Liga                                             | Úroveň | Z  | V  | R  | P  | VG  | OG  | +/- | B   | Pozice |
| ------- | ------------------------------------------------ | ------ | -- | -- | -- | -- | --- | --- | --- | --- | ------ |
| 2009/10 | Spartan South Midlands League (Premier Division) | 9      | 42 | 9  | 5  | 28 | 51  | 130 | -79 | 29  | 22.    |
| 2010/11 | Spartan South Midlands League (Division One)     | 10     | 40 | 10 | 4  | 26 | 54  | 91  | -37 | 34  | 17.    |
| 2011/12 | Spartan South Midlands League (Division One)     | 10     | 42 | 13 | 6  | 23 | 62  | 100 | -38 | 45  | 17.    |
| 2012/13 | Spartan South Midlands League (Division One)     | 10     | 40 | 11 | 10 | 19 | 66  | 85  | -19 | 43  | 13.    |
| 2013/14 | Spartan South Midlands League (Division One)     | 10     | 38 | 24 | 3  | 11 | 118 | 52  | +66 | 75  | 4.     |
| 2014/15 | Spartan South Midlands League (Division One)     | 10     | 40 | 29 | 5  | 6  | 108 | 28  | +80 | 92  | 1.     |
| 2015/16 | Spartan South Midlands League (Premier Division) | 9      | 42 | 22 | 8  | 12 | 88  | 49  | +39 | 74  | 4.     |
| 2016/17 | Spartan South Midlands League (Premier Division) | 9      | 42 | 21 | 10 | 11 | 87  | 66  | +21 | 73  | 6.     |
| 2017/18 | Spartan South Midlands League (Premier Division) | 9      | 40 | 32 | 4  | 4  | 100 | 33  | +67 | 100 | 1.     |
| 2018/19 | Southern Football League (Division One Central)  | 8      | 38 |    |    |    |     |     |     |     |        |